# MLRS
多連装ロケットシステム（たれんそうロケットシステム、Multiple Launch Rocket System＝MLRS）は、長射程の阻止砲撃用としてアメリカ陸軍が開発した多連装ロケット砲である。主にMLRSと呼ばれる。アメリカ軍の制式名称はM270。
アメリカ以外では計画参加国に加え、日本や韓国、イスラエルなど13ヶ国で採用され、1,300輌以上が生産・運用されている。

## 開発
冷戦下、戦車などの戦闘車輌の数で勝るソビエト連邦などの東側諸国に対抗するため、従来の長射程榴弾砲よりも広範囲の面積を一度に制圧できる長射程の火力支援兵器を目指して、M110 203mm自走榴弾砲の後継として開発を開始した。

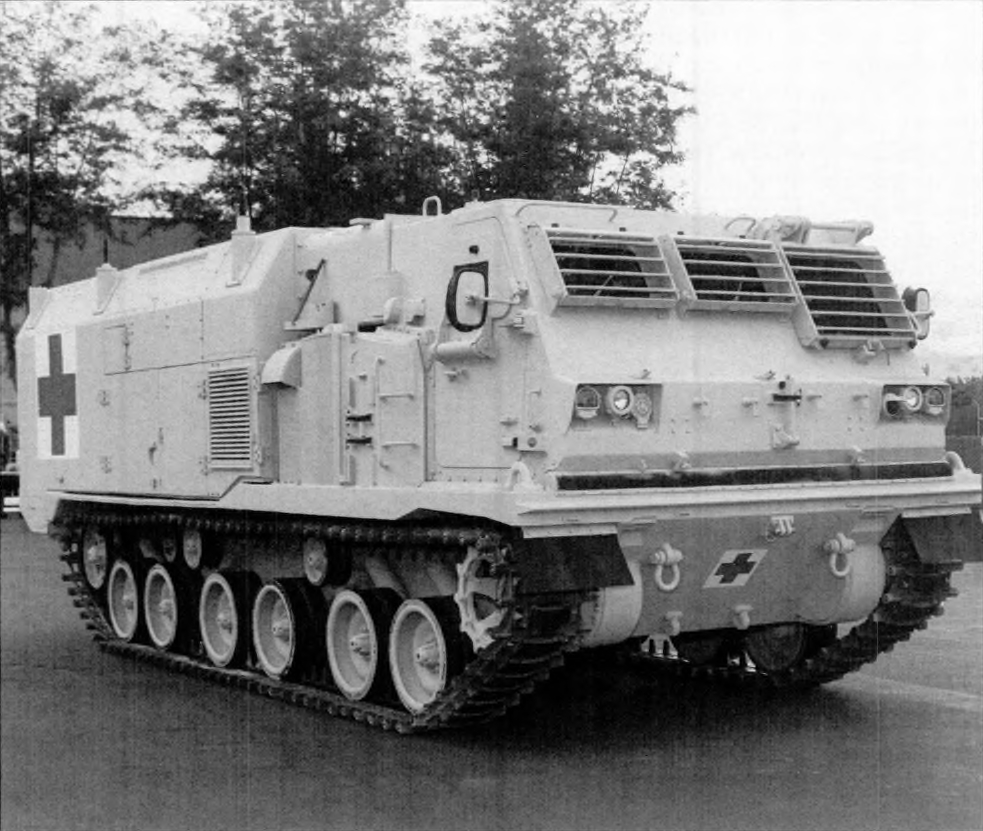
Armored Treatment and Transport Vehicle (ATTP)型の試作車両

1971年にアメリカ陸軍が研究を始め、1976年に、ボーイング社やLTV社などの5社に対して開発提案が出され、1978年に自走発射機の試作車が完成。1980年4月にLTV社の案が選定され、開発途中からイギリス、イタリア、西ドイツ、フランスが参加し、1982年に最初の量産車が完成した。
なお、当システムの指揮装置を搭載した指揮車両として、またM577/M1068 コマンドポストの後継として、自走発射機の車体コンポーネントを流用し、ロケット弾発射機の代わりに装甲化キャビンを搭載した移動指揮車両と、これと車体とキャビンを共用した野戦救急搬送／医療処置車(Armored Treatment and Transport Vehicle (ATTV)の開発計画が進められていたが、いずれも試作段階に終わった。

## 設計

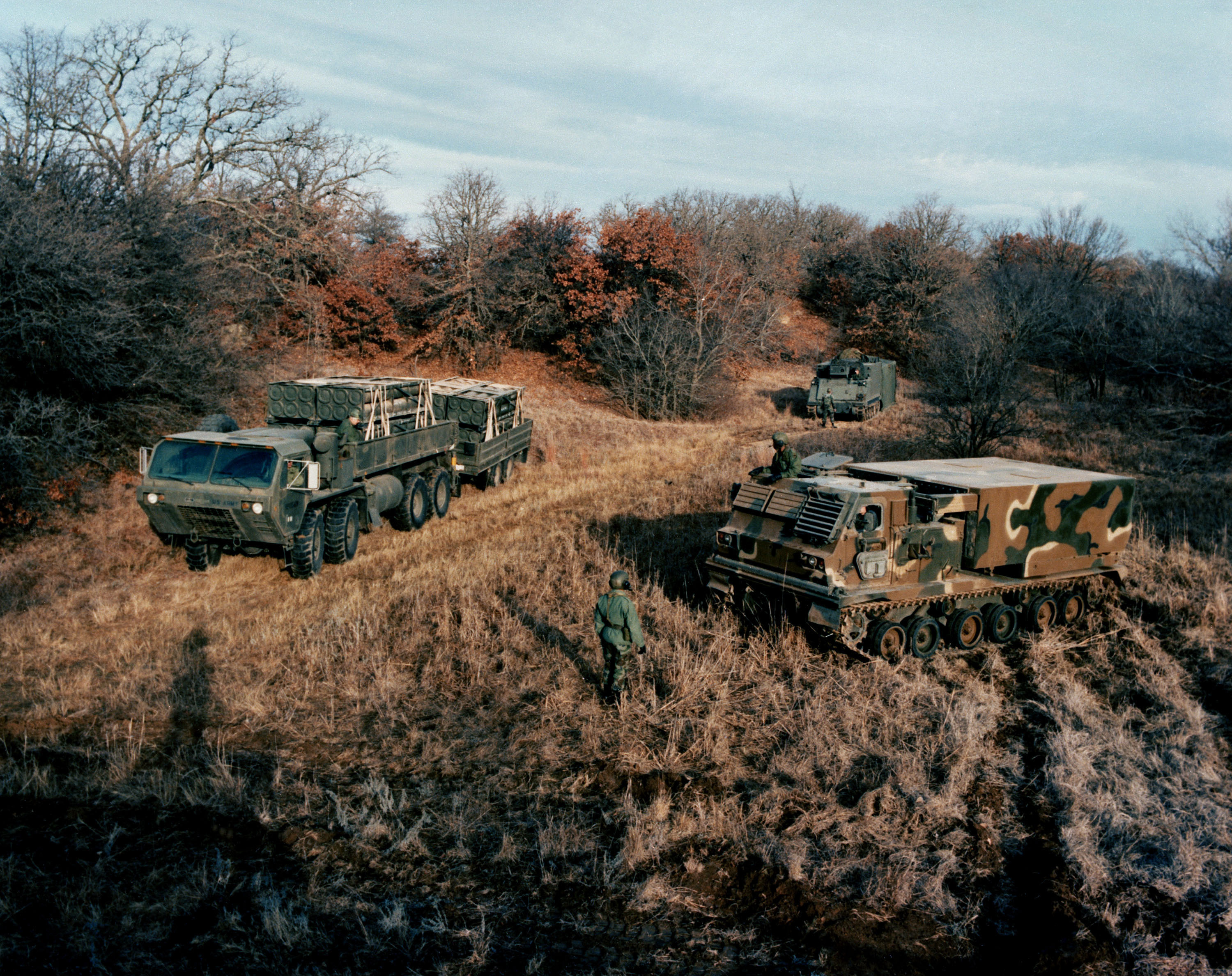
ホワイトサンズ・ミサイル実験場におけるMLRSを構成する車両。手前からM270自走発射機、弾薬補給車、指揮車（M577装甲指揮車）1983年

MLRSの一個大隊は、指揮装置・自走発射機（複数、陸上自衛隊では18両）・弾薬車などで構成されている。
自走発射機は、M2ブラッドレー歩兵戦闘車のアルミ合金製車体をベースに開発され、車体前部には装甲が施され3名の乗員（右から車長・砲手・操縦士）が乗車するキャビンがある。窓には、発射時の噴射炎や弾片・小口径弾から保護する装甲ルーバーが備わっており、キャビンは発射時の有毒ガスの侵入を避けると同時に、NBC兵器防護のための気密構造になっている。砲手席にFCS（射撃管制装置）コントロール・パネルがあり、これを操作する事で装填モジュールの発射角度や、信管の設定を行う。キャビンの後部と下に動力系がある。
車体後部には、M26ロケット弾なら6発、ATACMSなら1発を収容し発射筒を兼ねるグラスファイバー製のLP（Launch Pod）と呼ばれるコンテナを2つ収める箱型の旋回発射機を搭載している。このランチ・ポッドはロケット弾搭載型なら円筒形のロケット弾発射筒6本が内蔵されており、アルミフレームで支えられている。発射時の車体安定化のための支えは備えない。
ロケット弾の発射間隔は約4.5秒で、全弾発射後はコンテナを入れ替えて再び発射可能となる。数種類あるこのロケット弾の弾頭の多くは、クラスター爆弾のように高度1,000m程でキャニスターが小爆発によって分解し、中の多数の子爆弾を地上にばら撒く。これらの子爆弾の爆発によって200m×100m程度の範囲の保護されていない兵員や軟装甲の車輌を一度に殺傷・破壊する能力を持つ。MLRSはロケット弾なら12発、ATACMSなら2発が発射可能で2種は混載できない。
1両のMLRSで投射される弾量はロケット弾12発で約1,600kgとされる。旋回発射機には迅速な再装填を可能とするクレーンが内蔵されているほか、ランチャー上にホイストが内蔵されており、コンテナの交換に3分、第一波攻撃から第二波攻撃には8分かかる。 

## 課題

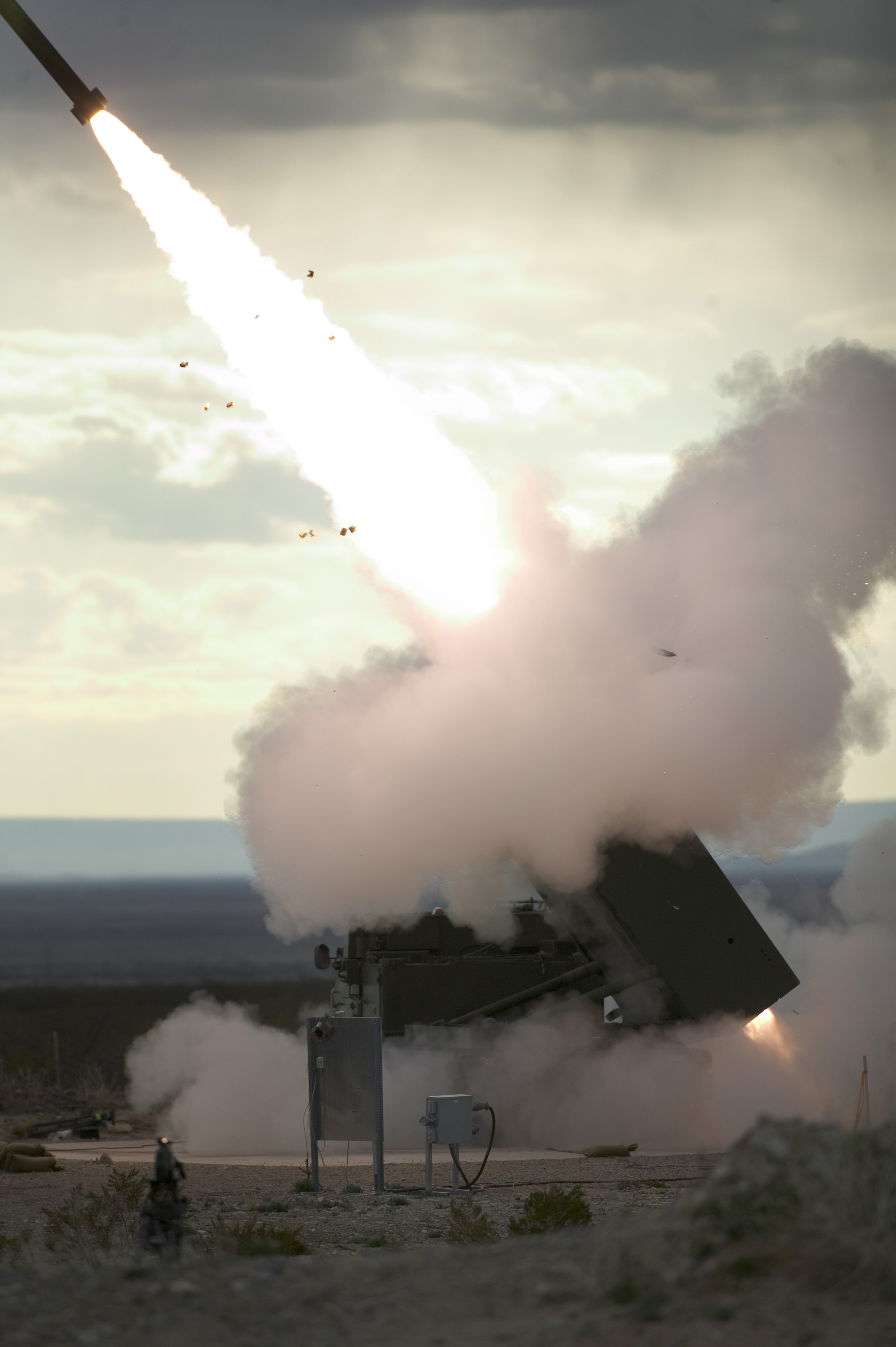
発射後の様子

実戦や試験などを重ねるうちに、以下のような運用上の制約が報告されている。
1. 10km以内の目標に対して使用した場合、不発弾の発生率が高まる。
2. ロケット弾が風の影響を受けやすく、着弾点がずれやすい。
3. 発射時の轟音や煙によって、発射場所が露呈しやすくなる。
4. 装填済みのロケット弾を一斉射した後の再装填に時間がかかる。
5. 車体重量が重いので、空輸にはC-5ギャラクシーやC-17グローブマスターIIIのような大型輸送機が必要となる。

上記の短所のうち2-4までは多連装ロケットランチャーの特性上どの種類にも多かれ少なかれ付きまとう欠点である。特にアメリカ軍にとっては5の「空輸には大型輸送機が必要」であるという点は、海兵隊や空挺部隊などの緊急展開部隊へ大火力を提供するのに不利な要素であることから、より軽量かつ小回りの利く運用が可能なように、FMTV (中型戦術車輌ファミリー)5トントラック6輪駆動タイプの車体にMLRS用ロケット弾発射機を搭載しC-130 ハーキュリーズ/C-130J スーパーハーキュリーズでも空輸可能なM142 HIMARS（High Mobility Artillery Rocket System ＝ 高機動ロケット砲システム）を新たに開発した。

## 近代化
上記の課題も踏まえ、現在でも射撃管制装置などのシステムの近代化が進められている。IFCSやILMSのアップグレードがそれであり、このアップグレードを受けたM270をM270A1と呼ぶ。IFCSの導入は電子機器や航法装置を改善し、運用および維持のコストダウンに成功した。ILMSの導入も顕著な効果があり、照準や再装填の時間短縮に繋がっている。
GPSによる誘導装置を内蔵した新型ロケット弾はM31としてアメリカ軍に制式化され、GPS誘導に対応したMLRSはGMLRSとも呼ばれる。

## MLRSファミリー弾薬

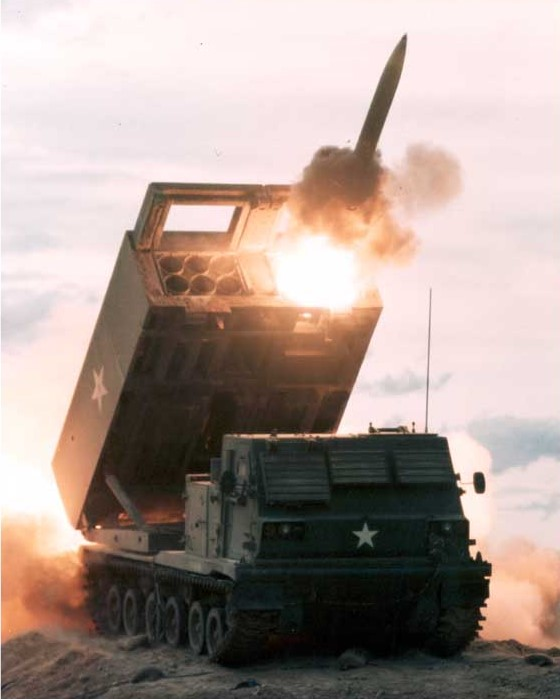
ロケット弾を発射するMLRS

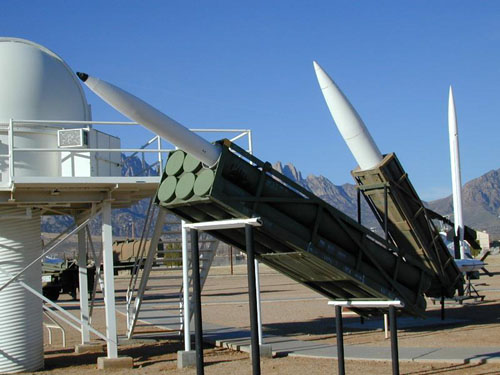
展示されるコンテナとロケット弾

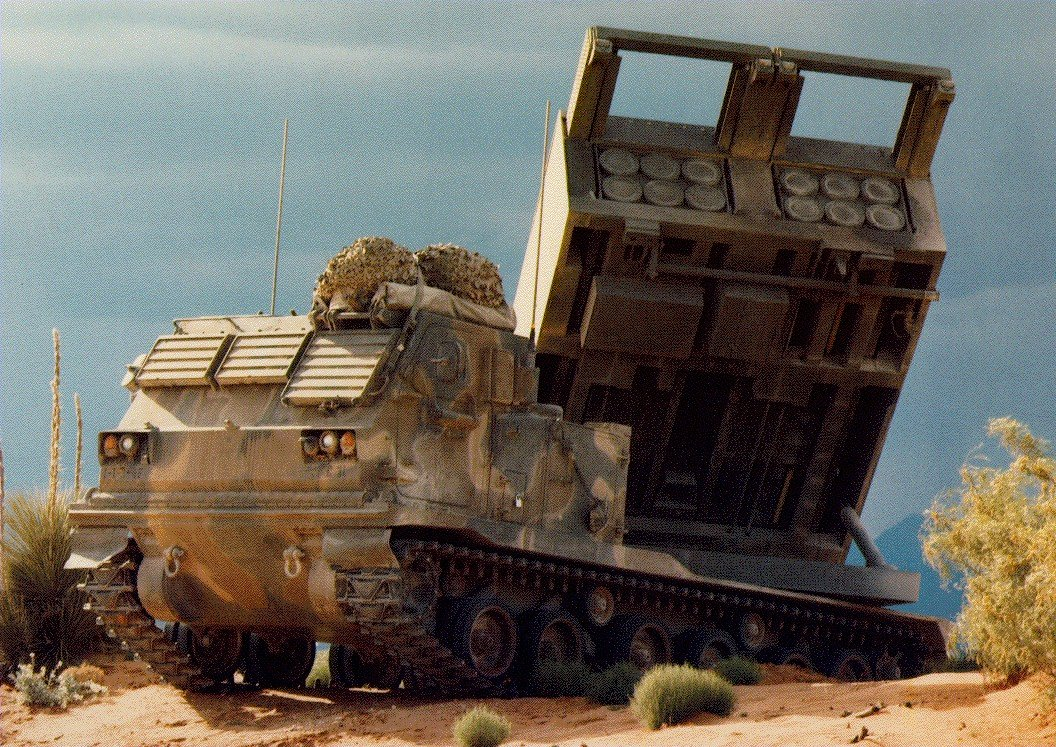
発射体制のMLRS

MLRSやHIMARS等は、共通の発射機構を持ち、各種のロケットとミサイルを含むMLRSファミリー弾薬（MFOM, MLRS Family of Munitions）と呼ばれる兵器群を発射できる。これらはアメリカのほか、一部はドイツでも製造されている。AT2対戦車地雷がドイツ製で残りはすべてアメリカ製である。
M26
227mmロケット弾。M77二重用途改良型通常弾（Dual-Purpose Improved Conventional Munitions、DPICM）子弾を644個搭載。
M26A1
延長射程ロケット（Extended Range Rocket、ERR）。射程45km。向上型M85子弾を518発搭載。
M26A2
M26A1と同等。M77子弾子弾を518発搭載。
M27
完全模擬発射訓練用コンテナ。弾薬コンテナの装填訓練用。
M28
訓錬用ロケット弾。M26ロケット弾の場所にはバラスト・コンテナx3、煙幕発生器が3基、搭載されている。
M28A1
短縮射程訓練ロケット（Reduced Range Practice Rocket、RRPR）。丸い先端部を持つ、 射程9kmへ短縮。
XM29
対装甲探知破壊弾（Sense and Destroy Armor、SADARM、サダーム）を子弾として搭載する。 制式化されなかった。
M30
誘導型MLRS（GMLRS） 精密誘導ロケット、射程60-100km、M85複合目的改良型通常弾薬（DPICM）子弾x404個。
M30A1
M30の改良型。不発弾が多発する危険を低減しつつ広範囲を攻撃可能とする装備として「代替弾頭」と呼ばれる200ポンド級の単弾頭に交換されている。この弾頭は多数のタングステン球破片弾を打ち出す。米国はクラスター弾禁止条約に参加していないが、クラスター型のMLRS用弾薬では不発弾が許容できないほどに発生するとしてA1型への交換を実施した。
M31
M30の派生型。ユニタリーと呼ばれる単一高性能爆薬弾頭を持つピンポイント攻撃型。
XM135
弾頭に2液式神経化学剤（VXガス）が充填される。制式化されなかった。
MGM-140A
ATACMS（Army Tactical Missile System）M26なら6発入るコンテナに1発だけ収められた長射程誘導ミサイル。 M270を発射機として使用する多種類の弾頭がある。
AT2（ドイツ製）
SCATMINロケット。対戦車地雷x28 射程38km。

## 運用国
1982年からアメリカ陸軍への配備が開始され、以降NATO各国や西側諸国へ配備が開始された。
湾岸戦争において、米・英軍が200両近くのMLRSを実戦に投入し、絶大な破壊力を見せ付けた。ロケット弾の一斉射撃をイラク軍は「鋼鉄の雨（スチール・レイン）」と恐れ、これが数多くのイラク軍兵士の投降に繋がったとされている。イラク戦争においても投入された。一方で、クラスター弾禁止条約に批准した国々では退役もしくは、条約に抵触しない弾頭への換装が行われた。
2022年7月15日ウクライナのオレクシー・レズニコフ国防相はSNSへの投稿で「最初のMLRS M270が到着した。先月より米国から提供されている高機動ロケット砲システムM142ハイマースの良き供になるだろう」とした。提供国は明らかにしていない。

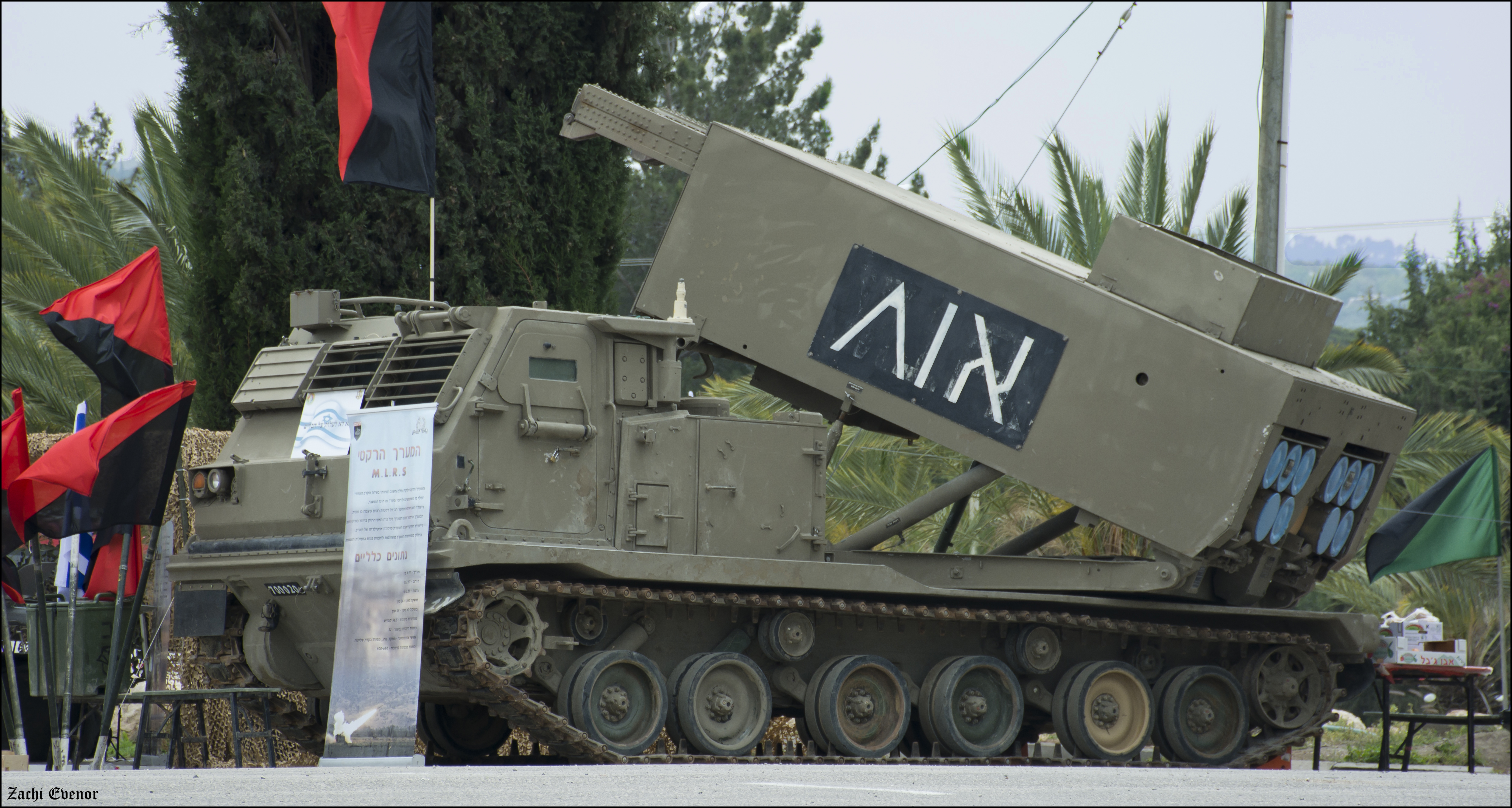
イスラエル軍のMLRS Menatez

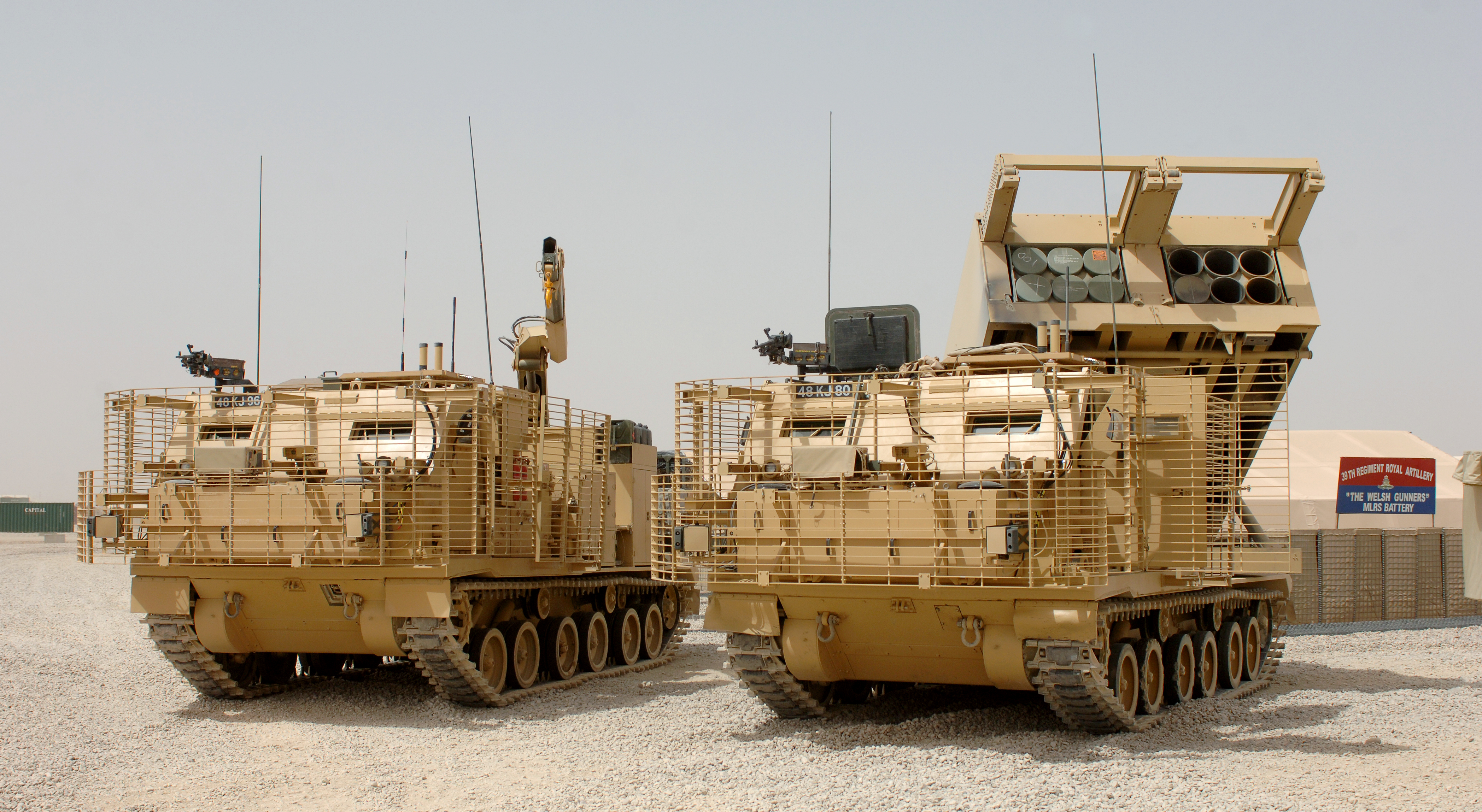
イギリス軍のMLRS。キャビン周囲にバー・アーマーを追加装備している。

### 現在の運用国
M270
 エジプト
- エジプト陸軍 - 2024年時点で26両を保有。

 ギリシャ
- ギリシャ陸軍 - 36両

 日本
- 陸上自衛隊 - 99両。2022年12月16日に策定された防衛力整備計画において、2029年度までに用途廃止が見込まれている。後述を参照。

 サウジアラビア
- サウジアラビア陸軍 - 180両

 トルコ
- トルコ陸軍 - 12両

M270A1
 フィンランド
- フィンランド陸軍 - 40両

 フランス
- フランス陸軍 - 13両。2023年時点で11両を保有。

 イスラエル
- イスラエル陸軍 - 64両。"מנתץ（Menatetz）"の名称で運用。Menatetzはヘブライ語で破城槌の意。

 ドイツ
- ドイツ陸軍 - 114両。"MARS（Mittleres Artillerie Raketen System）"の名称で運用。

 イタリア
- イタリア陸軍 - 22両

 韓国
- 韓国陸軍 - 58両

 イギリス
- イギリス陸軍 - 44両

 ウクライナ
- ウクライナ陸軍 - 10両以上（イギリス、ノルウェー、フランス、ドイツ、イタリアによる武器供与）

M270A2
 アメリカ合衆国
- アメリカ陸軍 - 840/150両(A1/A2)

### 過去の運用国
M270
- アメリカ海兵隊 - HIMARSに置き換えられた。

 デンマーク
- デンマーク陸軍 - 12両。フィンランドに売却。

 オランダ
- オランダ陸軍 - 23両。2006年に22両をフィンランドに売却、1両を博物館に展示。

 ノルウェー
- ノルウェー陸軍 - 12両。2005年より保管。MLRSをウクライナに供与したイギリスを支援するため3両をイギリスに供与。

 バーレーン
- バーレーン陸軍 - 9両

### 日本での運用

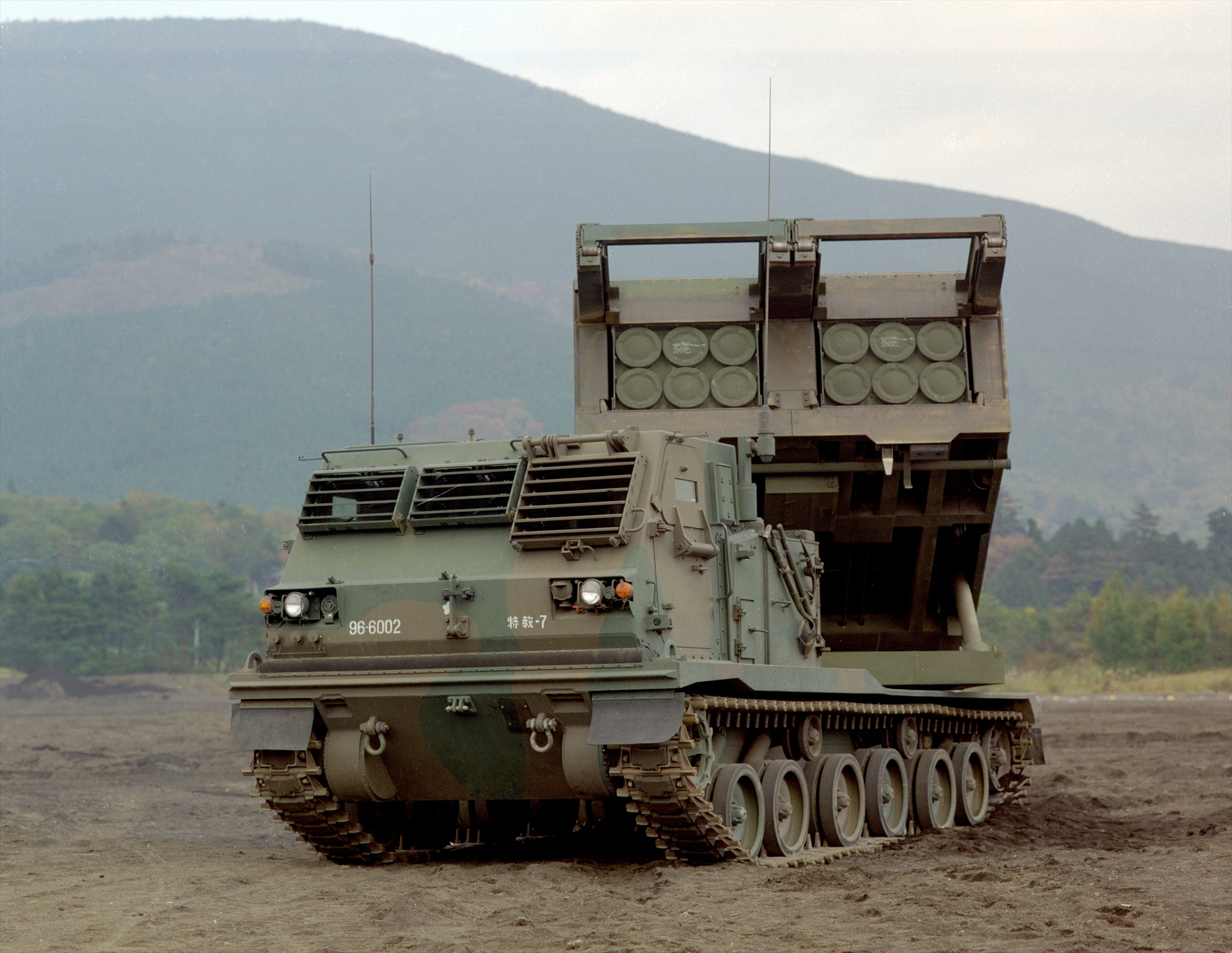
陸上自衛隊の多連装ロケットシステム自走発射機M270

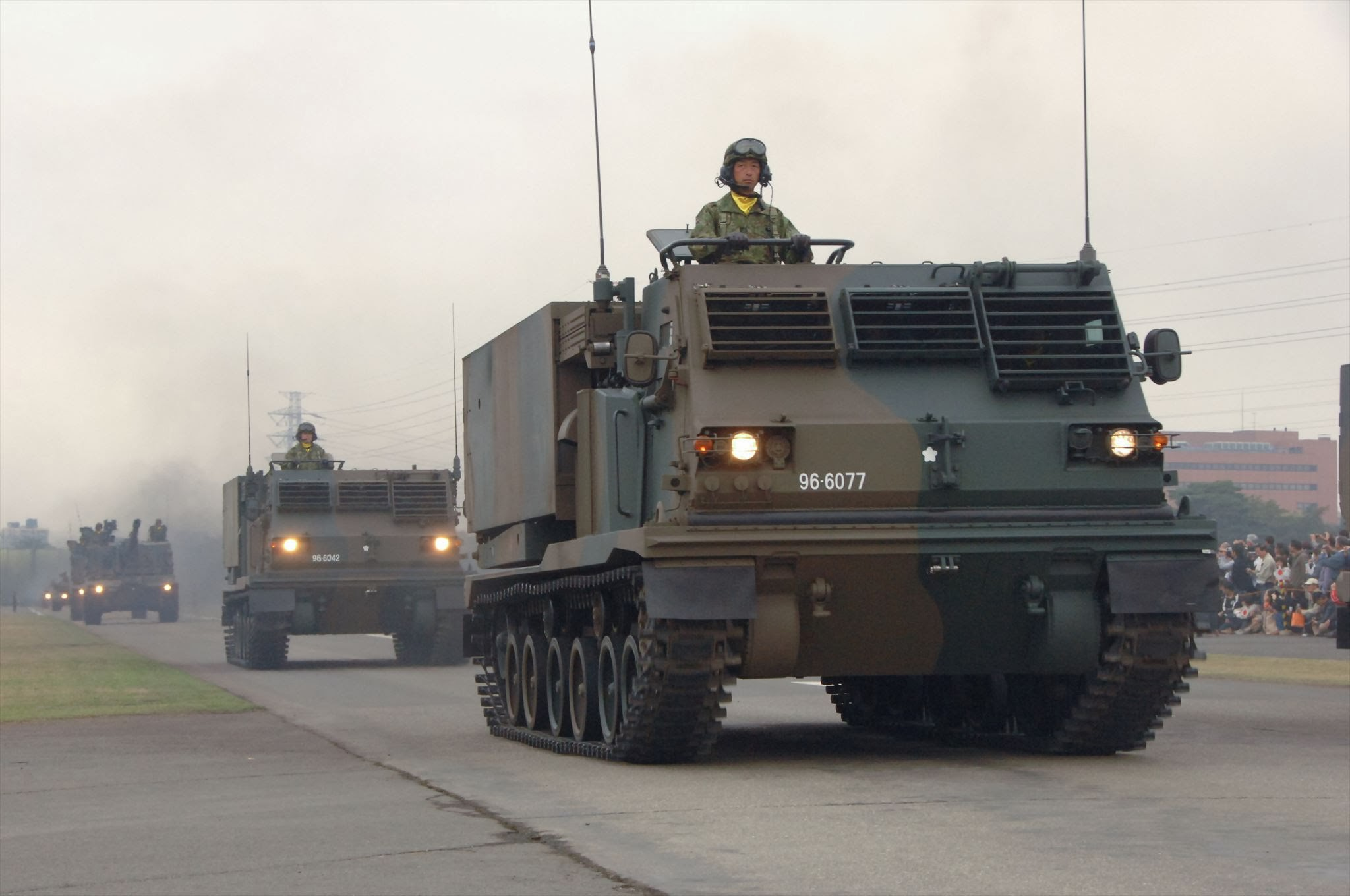
多連装ロケットシステム自走発射機M270（発射装置収納状態）

日本では、1992年（平成4年）から陸上自衛隊の方面隊直属の特科団・方面特科隊の特科大隊に配備が進められた。公募愛称は「マルス」だが、「多連装」の通称があるといわれる。調達は2004年（平成16年）に終了し、教育部隊では特科教導隊に1個中隊、実戦部隊では第1特科団に3個大隊、西部方面特科隊に1個大隊ずつの計5個大隊（3個中隊基幹）に配備された。
日産自動車宇宙航空事業部（現在のIHIエアロスペース）が車両のライセンス生産を行ない、情報処理装置を東芝が開発した。
防衛省は、「敵侵攻部隊が日本に侵攻するには上陸作戦を実施せねばならず、侵攻部隊は洋上において航空自衛隊および海上自衛隊が迎え撃ち、これを阻止する」と考え、敵侵攻部隊による日本本土への上陸作戦を最終防衛線としている。MLRSは、敵が上陸作戦を実施している浜辺へ、山陰や後方の陣地などから射撃を行なって制圧するための装備とされている。なお、ロケット弾が当初のクラスター弾からGPS誘導ロケット弾へ変更（後述）されたため、本来の目的に加えて"輸送艦に艦載し、洋上から敵上陸部隊・占領する敵部隊への精密射撃"、"上陸を企む沖合の艦艇・上陸用舟艇の排除"という目的が追加された。訓練上ではあるが、2014年（平成26年）の「鎮西26」演習では、海上自衛隊のおおすみ型輸送艦の甲板上で模擬射撃訓練が行われたり、2016年（平成28年）の富士総合火力演習では地対艦ミサイルと協同して沖合の敵艦艇の排除を行うデモストレーションが展示された。
諸外国同様に自走発射機（自衛隊での装備名称は「多連装ロケットシステム 自走発射機M270 MLRS」）、指揮装置（同「多連装ロケットシステム指揮装置」）、予備弾薬車（同「多連装ロケットシステム弾薬車」）で構成されており、自走発射機はアメリカ他と同じ装軌式車両をライセンス取得の上陸上自衛隊向けに細部の仕様を変更したものが生産されている。日本で生産された車両は前部のライト類の形状が異なり、右側のライト下に有線通信用端子が備わる。アンテナはデータ無線通信用と音声無線用アンテナからなる。価格は1両約19億円で、陸上自衛隊の甲種装備で最も高価な車両になっている。指揮装置には大隊指揮装置、中隊指揮装置、小隊指揮装置、各指揮装置データ伝送装置の各種があり、シェルター式のものを73式大型トラック（3 1/2tトラック）等に積載して運用される。弾薬車には74式特大型トラック（7tトラック）にクレーンを装備した車両が用いられている。
自走発射機車両はライセンス生産だが、ロケット本体はアメリカからの対外有償軍事援助で調達している。陸上自衛隊ではクラスター爆弾搭載型ロケット弾M26と、演習用訓練コンテナM27、訓練用ロケット弾M28を調達していた。しかし「クラスター弾に関する条約（オスロ条約）」に日本が署名する見通しとなった（2008年（平成20年）12月に自民党麻生内閣の中曽根弘文外相が署名）ため、日本政府は条約で定義された禁止対象に該当するM26などのクラスター弾頭のロケット弾を、条約の保管期限までに廃棄する方針を決めた。条約は2010年（平成22年）8月1日に発効し、旧保有国の暫定措置として禁止対象のクラスター弾の保管期限は原則として条約発効後8年とされた。代替ロケット弾として2008年（平成20年）度予算から単弾頭のM31GPS誘導ロケット弾の調達が開始された。
日本国内では、北海道矢臼別演習場のみ実射を行うことができるが、MLRSの長い射程を発揮できる演習場がないため、アメリカのワシントン州にあるアメリカ陸軍のヤキマ演習場に90式戦車などと共に車両を持ち込んで演習を行っている。
オスロ条約締結に伴い必要性が低下したとされており、2022年（令和4年）12月16日に策定された防衛力整備計画において、2029年（令和11年）度までに用途廃止が見込まれている。後継装備品は検討しないとしているが、MLRS配備部隊には島嶼防衛用高速滑空弾（30大綱では2個大隊規模を予定）の装備が予定されており、長射程ロケット運用の役割が引き継がれると考えられる。一方で、富士学校特科部長の中村雄久陸将補によれば、ウクライナにおけるロシアの侵攻における多連装ロケット砲の活躍をふまえ、本邦におけるMLRSの廃止および島嶼防衛用高速滑空弾の配備計画には結論が得られていないという。その後の2025年（令和7年）度概算要求では、74式戦車および90式戦車とともに、MLRSを予備装備（モスボール）として保管する予算が計上された。
| 予算計上年度         | 調達数 |
| -------------------- | ------ |
| 平成4年度（1992年）  | 9両    |
| 平成5年度（1993年）  | 9両    |
| 平成6年度（1994年）  | 9両    |
| 平成7年度（1995年）  | 9両    |
| 平成8年度（1996年）  | 9両    |
| 平成9年度（1997年）  | 9両    |
| 平成10年度（1998年） | 9両    |
| 平成11年度（1999年） | 9両    |
| 平成12年度（2000年） | 9両    |
| 平成13年度（2001年） | 9両    |
| 平成14年度（2002年） | 3両    |
| 平成15年度（2003年） | 3両    |
| 平成16年度（2004年） | 3両    |
| 合計                 | 99両   |

#### 配備部隊・機関
武器学校
北部方面隊
- 第1特科団
  - 第1特科群
    - 第129特科大隊（3個射撃中隊基幹）
    - 第131特科大隊（3個射撃中隊基幹）

- 北部方面混成団
  - 第1陸曹教育隊
    - 特科教育中隊

西部方面隊
- 西部方面特科隊→第2特科団
  - 第301多連装ロケット中隊

#### 過去の配備部隊
富士学校
- 富士教導団
  - 特科教導隊
    - 第5射撃中隊

北部方面隊
- 第1特科団
  - 第1特科群
    - 第129特科大隊
    - 第133特科大隊

  - 第4特科群
    - 第131特科大隊

- 北部方面混成団
  - 第1陸曹教育隊 - 特科教育中隊

東北方面隊
- 第2特科群→東北方面特科隊
  - 第130特科大隊

西部方面隊
- 第3特科群→西部方面特科隊
  - 第132特科大隊

## 登場作品

### 映画
『ゴジラシリーズ』
『GODZILLA』
アメリカ軍所属車両が登場。ビル街を疾走するゴジラをロケット弾で直接攻撃する。ただし、登場しているものは独自の車体にレプリカの発射装置を搭載したもので、映画用のオリジナルデザインである。発射シーンは2012年公開の『アンダーワールド 覚醒』にも流用されている。
『ゴジラ×メカゴジラ』
陸上自衛隊所属車両が登場。冒頭にて、90式戦車などとともに県道89号線上に展開し、館山市に上陸したゴジラを迎撃する。
『シン・ゴジラ』
陸上自衛隊所属車両が登場。ゴジラの東京都内侵入を防ぐために行われたB-2号計画「タバ作戦」に投入され、フェーズ2にて、武蔵小杉近辺でゴジラを迎撃する地上部隊への長距離火力支援を行い、富士山麓から攻撃を行っている。
作中では富士山麓（東富士演習場）からロケット弾を発射しているシーンが映されるが、前述のように富士演習場では実射ができないため、このシーンは別の演習場で行った実射訓練の映像に富士演習場の背景を合成して製作されている。

『シン・ウルトラマン』
陸上自衛隊所属車両が登場。善和変電所付近のネロンガへの攻撃に使用されるが、ネロンガの電撃によって全弾が迎撃される。映像は上記『シン・ゴジラ』から流用し、別の背景映像を合成したものとなっている。作中では「陸自のスチールレイン」とも呼ばれている。
『戦火の勇気』
冒頭にアメリカ陸軍所属車両が登場。ただし、M548装軌貨物輸送車を改造した撮影用レプリカで、実物とは異なる。
『戦国自衛隊1549』
実物が日本映画初登場。極秘実験中の事故により戦国時代へタイムスリップした第三特別実験中隊に配備されており、タイムスリップ直後に戦国武者たちの襲撃を受ける。
小説版でも同様に登場しており、桜衆の兵器として利用され、味方を巻き添えにしてロメオ隊を攻撃する。
『地球が静止する日』
アメリカ軍所属車両が登場。大量の虫型ナノ・マシーンに変化したゴートを攻撃する。
『トランスフォーマー/リベンジ』
アメリカ陸軍所属車両が登場。終盤にて、対ディセプティコン特殊部隊「NEST」の支援にあたり、HIMARSとともにザ・フォールンを攻撃する。

### アニメ・漫画
『BLUE SEED』
第23話に陸上自衛隊所属車両が登場。大阪に出現した荒神を攻撃する。
『FUTURE WAR 198X年』
NATO軍所属車両が登場。東西ドイツ国境での戦車戦にて、クラスター爆弾でワルシャワ条約機構軍の戦車隊を攻撃する。
『金沢独立戦線』
第8話に登場。金沢独立軍のトロットモービルを攻撃するため、50メートル道路上に展開する。なお、実物とはキャビンの形状が異なっている。
『クレヨンしんちゃん 爆発!温泉わくわく大決戦』
陸上自衛隊所属車両が登場。埼玉県内を侵攻する風呂嫌いテロ組織「YUZAME」の巨大ロボットを、蓮田市付近で迎撃する。
『最終兵器彼女』
OVAで登場。
『エヴァンゲリオンシリーズ』
『新世紀エヴァンゲリオン』
国連軍と戦略自衛隊の自走多連装ロケット砲として、M270をモデルとした架空兵器「多連装ロケットシステム自走発射機M290」が登場。サキエルやEVA弐号機を攻撃する。
『ヱヴァンゲリヲン新劇場版:序』
国連軍の自走多連装ロケット砲として、旧作にも登場したM290に加え、「多連装ロケットシステム自走発射機M299」（形状はM270に酷似）が登場。双方とも、第3新東京市に襲来した第4の使徒を攻撃する。

『絶園のテンペスト』
アニメ版に国防軍の自走多連装ロケット砲として登場。第8話と第9話にて、国防軍合同軍事演習と見せかけた「絶園の樹」攻撃作戦に投入され、203mm自走りゅう弾砲などとともに絶園の樹を攻撃する。
『マブラヴ オルタネイティヴ トータル・イクリプス』
アニメ版第1話に日本帝国陸軍の自走多連装ロケット砲として登場。北九州から上陸してくるBETAを迎撃する。
『まりかセヴン』
第21話に陸上自衛隊所属車両が登場。ダルードとステラゴンを攻撃する。

### 小説
『MM9』
第2巻に第1特科隊所属車両として登場。皇居内で倒れた怪獣6号「ゼロケルビン」に対して、相模湖畔からM31 ロケット弾を用いた精密攻撃を行う。
『WORLD WAR Z』
アメリカ陸軍所属車両が登場。ヨンカーズの戦いに投入され、あらかじめ設定したキルゾーンに侵入したゾンビの群れを遠方から攻撃する。
『自衛隊三国志』
三国時代へタイムスリップした自衛隊国際連合平和維持活動（PKO）部隊の装備として登場。M26 ロケット弾内のクラスター弾を大型化して不発弾発生率を減らした「M26（改）」と呼ばれる架空兵器で曹操軍を攻撃する。
『中国完全包囲作戦』（文庫名：『中国軍壊滅大作戦』）
F-16E/F ファイティングファルコンおよびF-35A ライトニングIIの誘導レーザーが照射された地点にM26を発射し、紅軍機甲部隊を壊滅させる。
『日本国召喚』
陸上自衛隊所属車両が登場。廃棄予定だったM26ロケット弾を使用して、ロウリア王国軍東部諸侯団先遣隊とパーパルディア皇国皇軍陸戦隊を攻撃する。漫画版でも同じ場面に登場しており、ロウリア軍東部諸侯団先遣隊への攻撃では発射されたM26から散布されるM77子弾が描かれている。

### ゲーム
『ARMA 2』
プレイヤーが直接操作できるほか、砲撃モジュールを使用して任意の地点に火力支援を要請可能。
『Wargame Red Dragon』
NATO陣営のアメリカ軍デッキで使用可能な自走砲として「M270 ATACMS」の名称で登場。
『World in Conflict』
アメリカ軍の支援兵器として登場。スカーミッシュでは普通に呼び出し、操作することが可能。シナリオは不明。
『エースコンバットX2 ジョイントアサルト』
敵私設軍の兵器として登場する。プレイヤーへの攻撃はできない。味方部隊の兵器としても登場。
『凱歌の号砲 エアランドフォース』
日本を占拠したアメリカ陸空軍の車両として登場。プレイヤーも購入して使用できる。
『グローバルフォース新・戦闘国家』
陸上部隊の対地攻撃用の兵器として登場。広域攻撃とピンポイント攻撃の選択ができる。対地攻撃兵器の中でも巡航ミサイルや弾道ミサイルに次いで敵にダメージを与えられる兵器として用いられる。
『大戦略シリーズ』
西側諸国の兵器として登場。ちなみに、ATACMSは地対地ミサイルとして別兵器に分類されており、基本的にMLRSでは227mm ロケット弾しか使えない。
『マブラヴ オルタネイティヴ』
作中の戦闘時に用いられる。また、タンカーにM270のランチャーポッドのみを多数搭載した「対馬級上陸支援ロケット砲艦」も登場する。
『りっく☆じあ～す』
「M270 MLRS」の名称で萌え擬人化して登場。範囲攻撃な操作可能キャラと、支援攻撃のみ可能な第132特科大隊ver(西部方面特科隊仕様)の二種類が存在する。